# Biblioteca Marmottan
La Biblioteca Marmottan, en francés: Bibliothèque Marmottan, es una biblioteca patrimonial donada a la Academia de Bellas Artes por su fundador, el historiador y coleccionista Paul Marmottan (1856-1932), que se sitúa en la localidad francesa de Boulogne-Billancourt. Posee una colección dedicada al Primer imperio y, en general, al siglo XIX. El edificio en que se encuentra fue clasificado parcialmente como monumento histórico en 1984, y recibió el sello de calidad de Maisons des illustres en 2012.

## Historia

### Creación
Paul Marmottan, poco después de la muerte de su padre, Jules Marmottan (1829-1883), director de la compañía minera Bruay, decidió dedicarse por completo a su pasión por Napoleón y el Imperio. En 1882 poseía una mansión privada en París, que luego se convirtió en el Museo Marmottan-Monet, y unos años más tarde, compró un terreno en Boulogne-Billancourt.

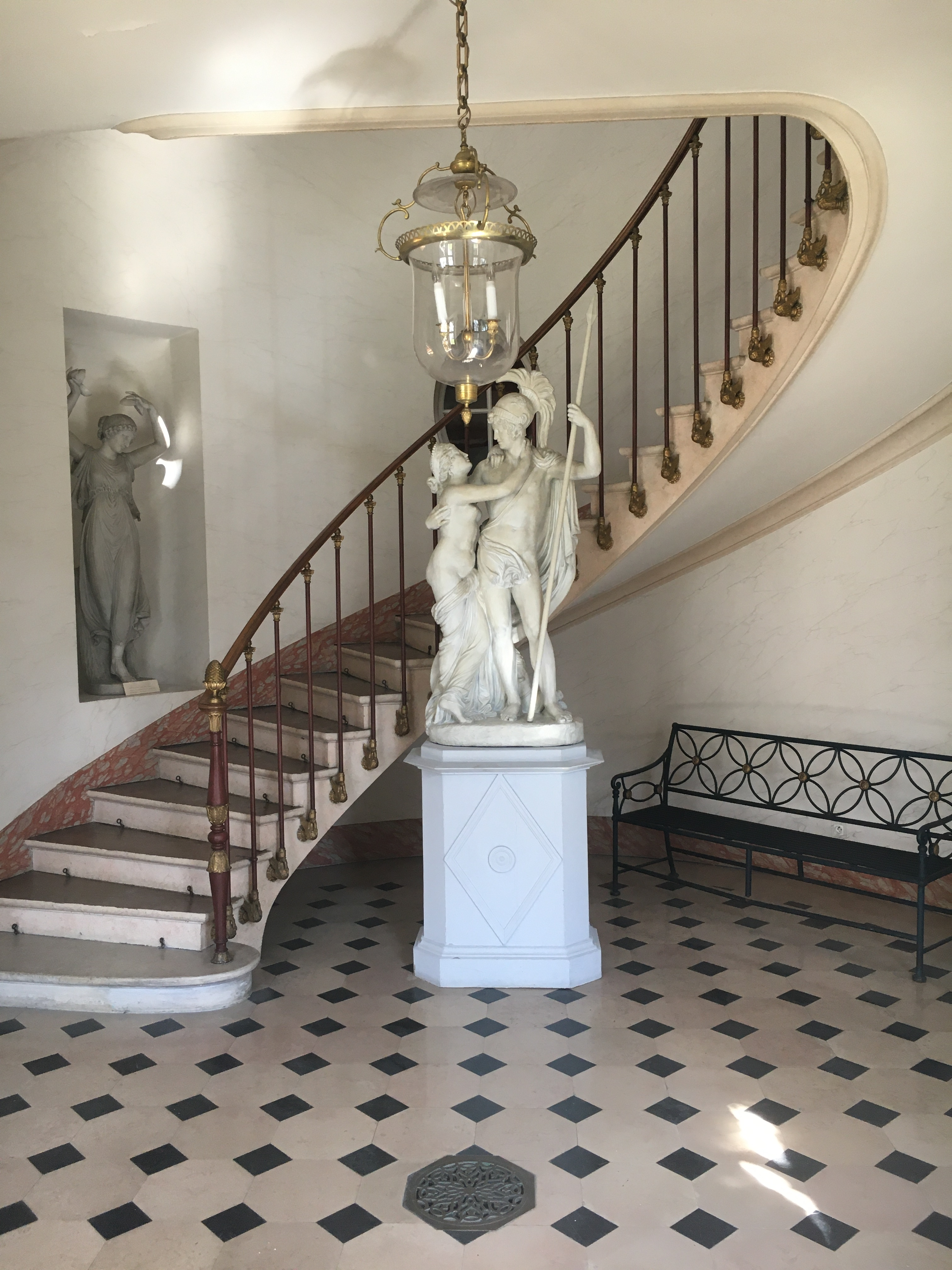
Vestíbulo de la biblioteca

La casa que había construido allí pronto se convirtió en su biblioteca de trabajo. Entre 1890 y 1920, Paul Marmottan recopiló todas las obras que había reunido en sus investigaciones y viajes por Europa, muchas de las cuales fueron útiles para sus estudios sobre el periodo napoleónico. Paralelamente a la creación de la colección, también enriqueció el edificio con un gran número de cuadros, muebles y objetos decorativos de estilo Imperio, y reunió casi seis mil grabados de época. Historiador erudito y coleccionista ávido, Marmottan transformó su casa de Boulogne en una pequeña villa reflejo del gusto y el arte de vivir que se había desarrollado durante la época de Napoleón. Destaca el estudio, que presenta dos grandes librerías de Jacob-Desmalter y un escritorio que perteneció al rey José Bonaparte, hermano de Napoleón. Legada en 1932 a la Academia de Bellas Artes la residencia se convirtió en la Bibliothèque Marmottan.

### Desarrollo bibliotecario
El primer bibliotecario fue Paul Fleuriot de Langle (1897-1968), secretario de Paul Marmottan, que elaboró una primera clasificación de las obras y escribió una guía de la colección que sigue siendo la obra de referencia.

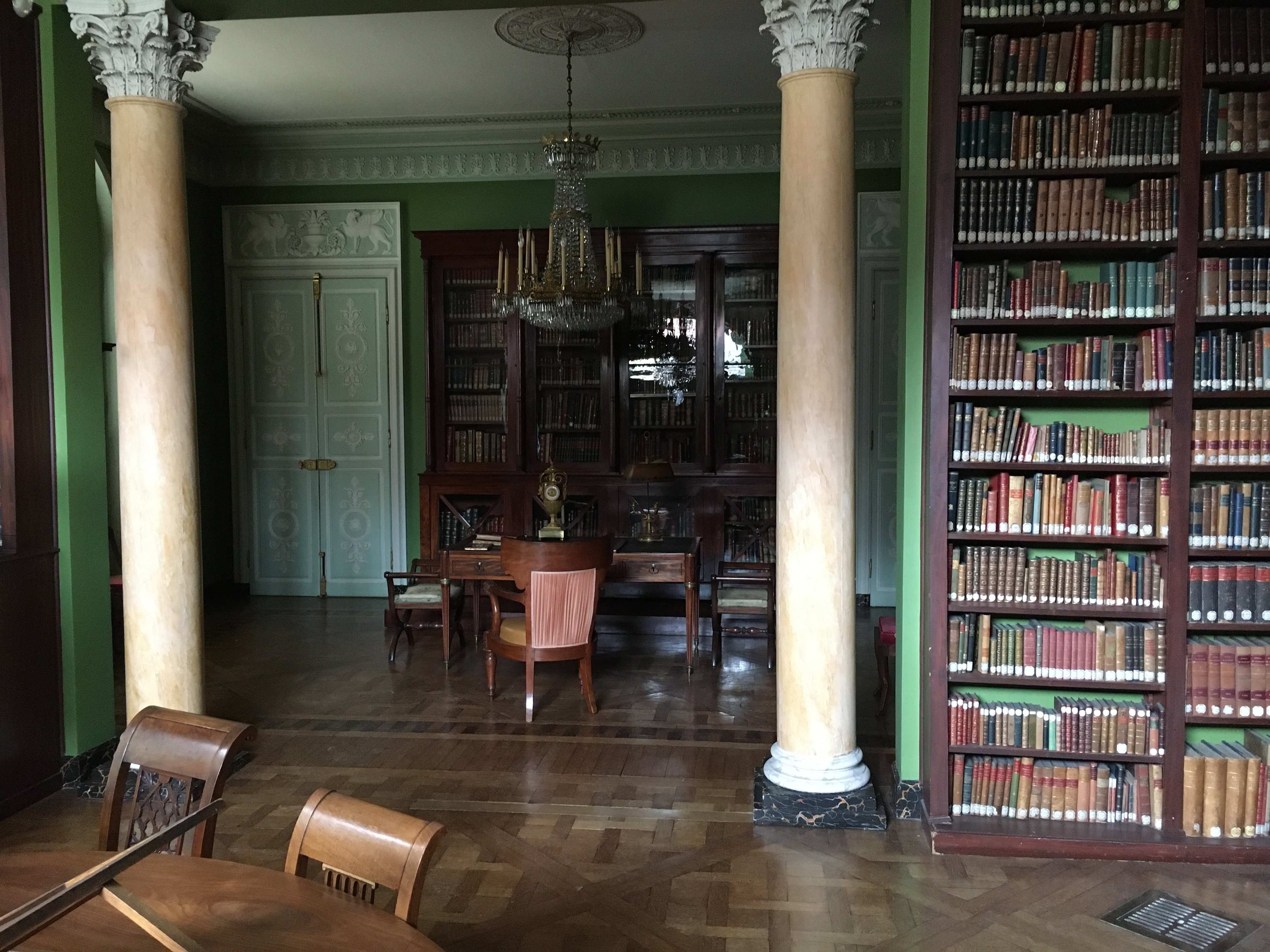
Oficina de Paul Marmottan.

Tras su jubilación, la biblioteca permaneció en desuso durante varios años antes de que la Academia de Bellas Artes, en 1968, confiara la dirección científica de la biblioteca al historiador del arte Bruno Foucart (1938-2018). Foucart, que permaneció en el cargo hasta principios de la década de 2010, aplicó una política de adquisiciones periódicas y amplió considerablemente la colección dedicada a la historia del arte de la primera mitad del siglo XIX. En 1996, tras cuatro años de trabajo, la Academia delegó la gestión de la biblioteca a la ciudad de Boulogne-Billancourt por un periodo de treinta años. 
Está equipada con un auditorio que puede acoger conferencias y conciertos, y entre sus actividades al público, es conocida por varias exposiciones sobre la época napoleónica. La delegación de la gestión a la ciudad de Boulogne-Billancourt terminó en 2018, y la biblioteca ha estado cerrada al público desde entonces para su renovación. Desde octubre de 2020 está dirigida por el historiador del arte y miembro de la Academia de Bellas Artes, Adrien Goetz.
De acuerdo con los deseos de su fundador Paul Marmottan, que quería que la biblioteca fomentara el desarrollo de los estudios históricos, la Academia decidió convertir la antigua casa del conserje en un alojamiento para investigadores. En el futuro el pabellón del jardín albergará tres pisos y otros tantos talleres para artistas.

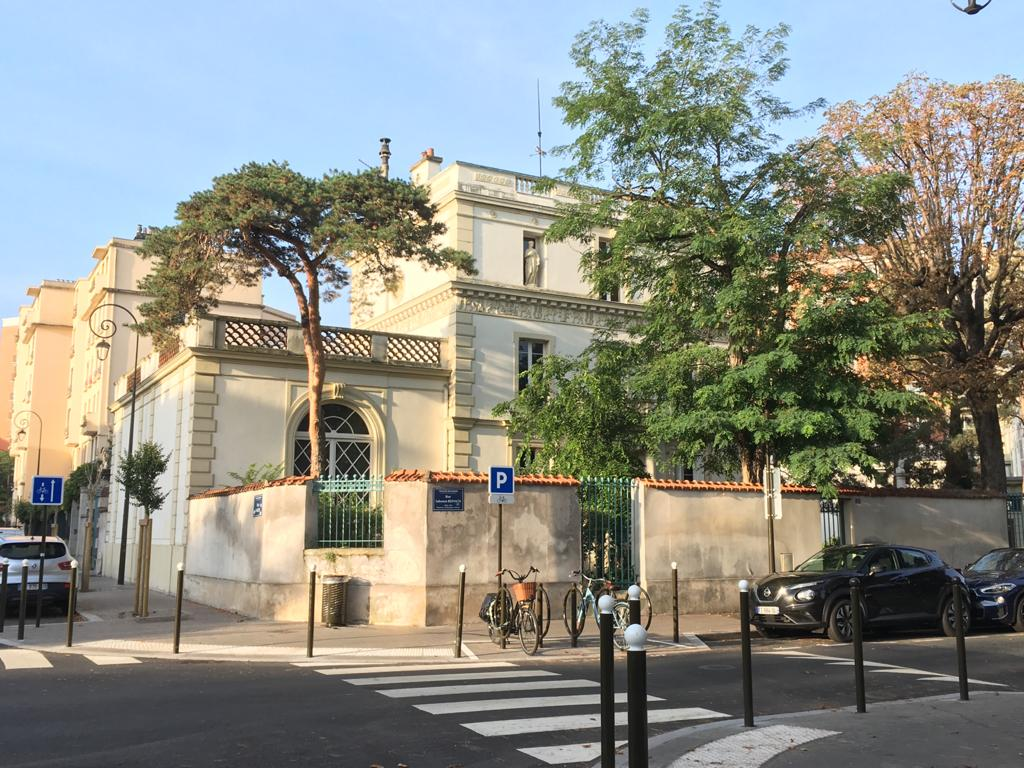
La biblioteca vista desde la calle Salomon-Reinach.

## Colección

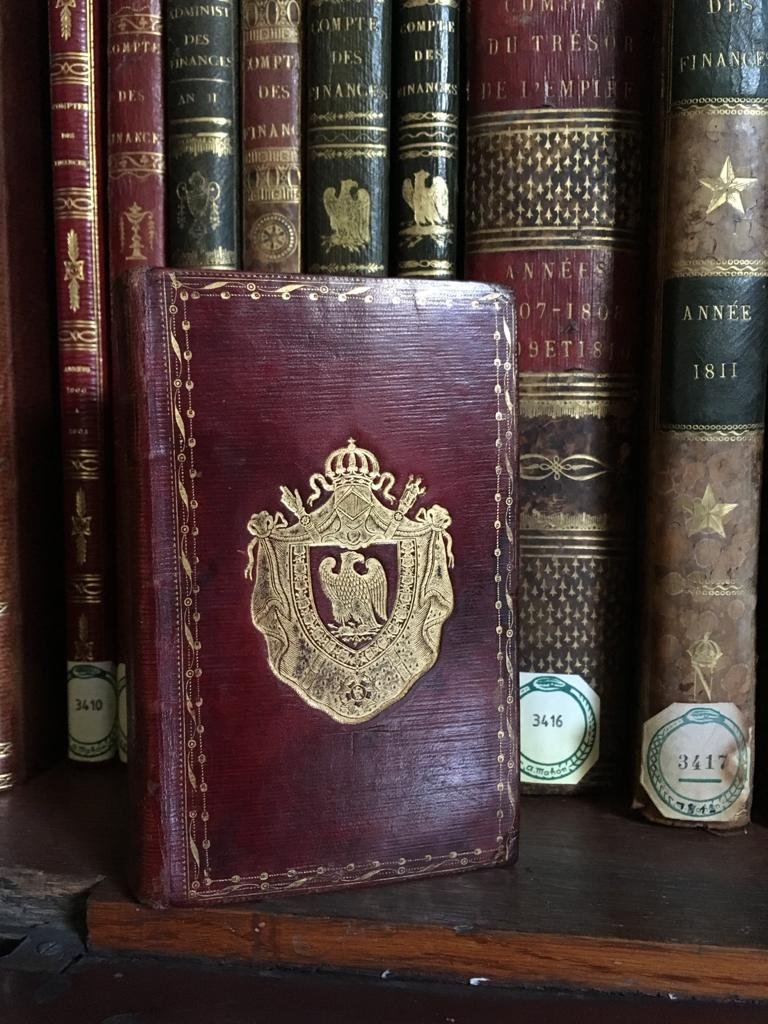
Una encuadernación de la época Imperio.

Con unos 25 000 libros y publicaciones periódicas, algunas de ellas muy raras,[cita requerida] la mayor parte de sus fondos están dedicados al Imperio, lo que la convierte, según Bruno Foucart, en «la mayor biblioteca napoleónica de Europa». De hecho, Paul Marmottan fue un gran viajero que se interesó por temas europeos a principios del siglo XIX. lo que ha hecho que los fondos de la colección recojan muchas obras sobre otros países además de Francia, especialmente Italia. Aunque se cubren todos los aspectos del Imperio, los libros sobre su administración y administradores son uno de los puntos destacados de la colección.

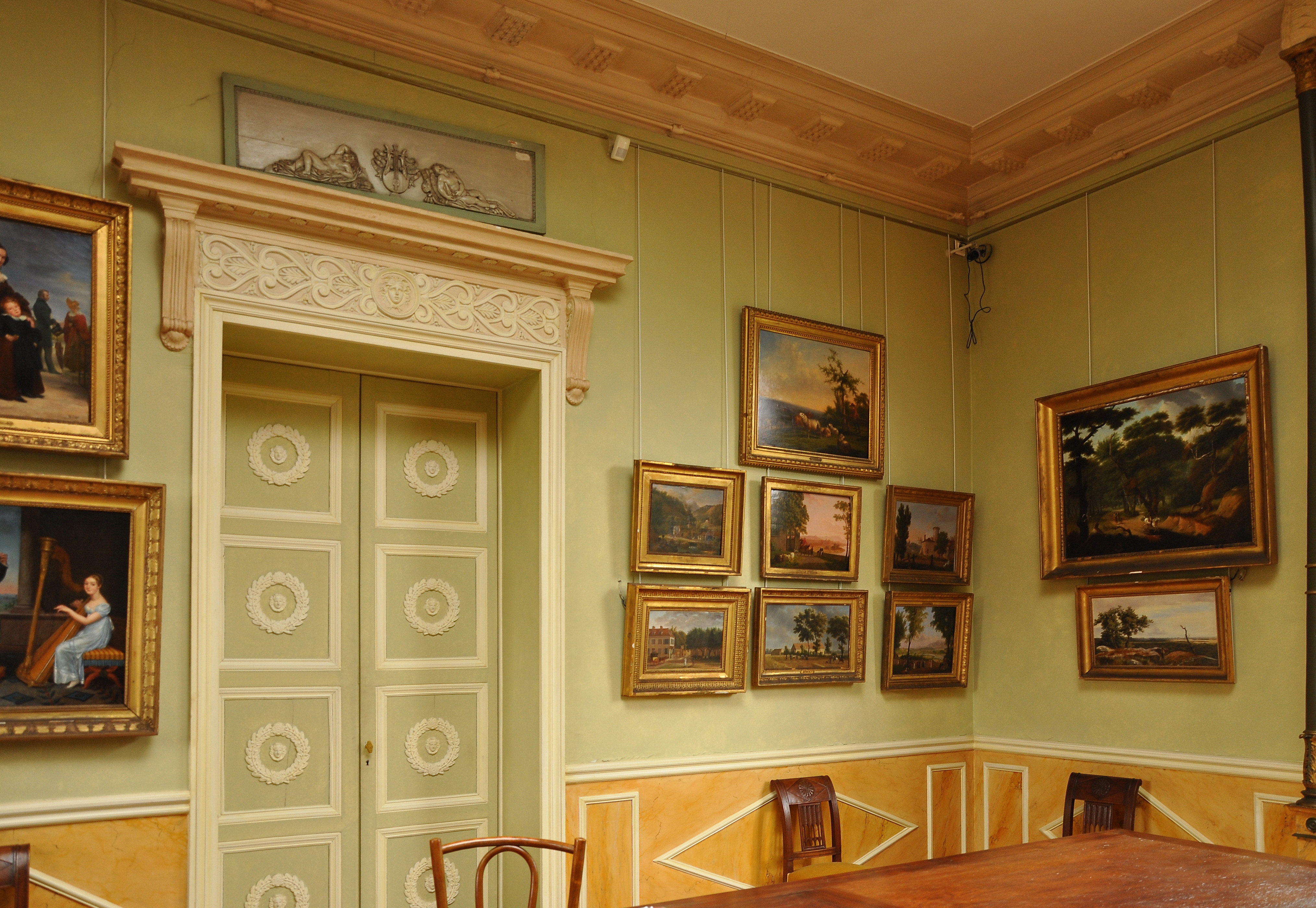
La galería de las estampes.

La historia de las artes bajo el Imperio, y más generalmente la de la primera mitad de siglo XIX, constituye la otra parte dominante de las colecciones. A lo largo de los años se ha creado una colección sobre la historia y la arquitectura de París, siguiendo el trabajo de su creador, a la sazón, miembro fundador de la Comisión del Viejo París. Además, se conserva en la biblioteca otro importante fondo documental, formado por más de un centenar de trabajos universitarios de tesis de maestría y doctorados sobre el periodo napoleónico.